# دونكان فليتشير
دونكان فليتشير (27 سبتمبر 1948 في زيمبابوي - ) (بالإنجليزية: Duncan Fletcher) هو لاعب كريكت جنوب أفريقي. شارك مع منتخب روديزيا للكريكت ‏.

## وصلات خارجية
- دونكان فليتشير على موقع إي آس بي آن كريك إنفو (الإنجليزية)